# Championnat d'Afrique masculin de basket-ball des moins de 16 ans 2009
Navigation
Égypte 2011
Le championnat d'Afrique masculin de basket-ball des moins de 16 ans 2009 se déroule à Maputo au Mozambique du 19 au 26 septembre 2009. Il s'agit de la première édition de la compétition.

## Équipes participantes

### Qualifications
9 équipes, issues des différentes zones de qualification du Championnat d'Afrique U16, sont qualifiées pour cette compétition.
| Mode de qualification                                  | Places | Nations qualifiées    |
| ------------------------------------------------------ | ------ | --------------------- |
| Hôte du championnat d'Afrique U16 2009                 | 1      | Mozambique            |
| Qualifications Championnat d'Afrique U16 2009 (Zone 1) | 1      | Algérie               |
| Qualifications Championnat d'Afrique U16 2009 (Zone 2) | 2      | Guinée Mali           |
| Qualifications Championnat d'Afrique U16 2009 (Zone 3) | 1      | Nigeria               |
| Qualifications Championnat d'Afrique U16 2009 (Zone 4) | 1      | Centrafrique          |
| Qualifications Championnat d'Afrique U16 2009 (Zone 5) | 1      | Égypte                |
| Qualifications Championnat d'Afrique U16 2009 (Zone 6) | 2      | Afrique du Sud Angola |

## Rencontres

### Premier tour
Légende des classements
- Qualifié pour les quarts de finale
- Éliminé (par disqualification)

#### Groupe A
| Rang | Équipe         | Pts | J | G | P | Pp  | Pc  | Diff |  | Résultats (dom.\ext.) |   |       |       |        |
| ---- | -------------- | --- | - | - | - | --- | --- | ---- |  | --------------------- | - | ----- | ----- | ------ |
| 1    | Mali           | 6   | 3 | 3 | 0 | 237 | 142 | 95   |  | Mali                  |   | 71-59 | 82-46 | 84-37  |
| 2    | Égypte         | 5   | 3 | 2 | 1 | 244 | 164 | 80   |  | Égypte                | - |       | 74-49 | 111-44 |
| 3    | Mozambique     | 4   | 3 | 1 | 2 | 149 | 206 | -57  |  | Mozambique            | - | -     |       | 54-50  |
| 4    | Afrique du Sud | 3   | 3 | 0 | 3 | 131 | 249 | -118 |  | Afrique du Sud        | - | -     | -     |        |

#### Groupe B
| Rang | Équipe       | Pts | J | G | P | Pp  | Pc  | Diff |  | Résultats (dom.\ext.) |   |       |       |       |       |
| ---- | ------------ | --- | - | - | - | --- | --- | ---- |  | --------------------- | - | ----- | ----- | ----- | ----- |
| 1    | Nigeria      | 8   | 4 | 4 | 0 | 236 | 187 | 49   |  | Nigeria               |   | 70-66 | 57-50 | 89-71 | 20-0  |
| 2    | Algérie      | 6   | 4 | 2 | 2 | 256 | 218 | 38   |  | Algérie               | - |       | 58-51 | 85-34 | 47-63 |
| 3    | Angola       | 5   | 4 | 1 | 3 | 225 | 228 | -3   |  | Angola                | - | -     |       | 85-54 | 39-59 |
| 4    | Centrafrique | 5   | 4 | 1 | 3 | 179 | 259 | -80  |  | Centrafrique          | - | -     | -     |       | 20-0  |
| 5    | Guinée (*)   | 4   | 4 | 2 | 2 | 122 | 126 | -4   |  | Guinée                |   |       |       |       |       |

(*) : La Guinée est disqualifiée en raison d'une fraude sur l'âge des joueurs.

### Tableau final
|  | Quarts de finale  | Quarts de finale  | Quarts de finale  | Quarts de finale  |         |         | Demi-finales      | Demi-finales      | Demi-finales                  | Demi-finales                  |                               |                               | Finale            | Finale            | Finale            | Finale            |
|  |                   |                   |                   |                   |         |         |                   |                   |                               |                               |                               |                               |                   |                   |                   |                   |
|  | 24 septembre 2009 | 24 septembre 2009 | 24 septembre 2009 | 24 septembre 2009 |         |         | 25 septembre 2009 | 25 septembre 2009 | 25 septembre 2009             | 25 septembre 2009             |                               |                               | 26 septembre 2009 | 26 septembre 2009 | 26 septembre 2009 | 26 septembre 2009 |
|  | 24 septembre 2009 | 24 septembre 2009 | 24 septembre 2009 | 24 septembre 2009 |         |         | 25 septembre 2009 | 25 septembre 2009 | 25 septembre 2009             | 25 septembre 2009             |                               |                               | 26 septembre 2009 | 26 septembre 2009 | 26 septembre 2009 | 26 septembre 2009 |
|  | B4                | Centrafrique      | 57                | 57                |         |         | 25 septembre 2009 | 25 septembre 2009 | 25 septembre 2009             | 25 septembre 2009             |                               |                               | 26 septembre 2009 | 26 septembre 2009 | 26 septembre 2009 | 26 septembre 2009 |
|  | B4                | Centrafrique      | 57                | 57                |         |         | 25 septembre 2009 | 25 septembre 2009 | 25 septembre 2009             | 25 septembre 2009             |                               |                               | 26 septembre 2009 | 26 septembre 2009 | 26 septembre 2009 | 26 septembre 2009 |
|  | A1                | Mali              | 83                | 83                |         |         | 25 septembre 2009 | 25 septembre 2009 | 25 septembre 2009             | 25 septembre 2009             |                               |                               | 26 septembre 2009 | 26 septembre 2009 | 26 septembre 2009 | 26 septembre 2009 |
|  | A1                | Mali              | 83                | 83                | Mali    | Mali    | 83                | 83                |                               |                               |                               |                               | 26 septembre 2009 | 26 septembre 2009 | 26 septembre 2009 | 26 septembre 2009 |
|  | 24 septembre 2009 |                   |                   |                   | Mali    | Mali    | 83                | 83                |                               |                               |                               |                               | 26 septembre 2009 | 26 septembre 2009 | 26 septembre 2009 | 26 septembre 2009 |
|  |                   |                   | Algérie           | Algérie           | 53      | 53      |                   |                   |                               |                               |                               |                               | 26 septembre 2009 | 26 septembre 2009 | 26 septembre 2009 | 26 septembre 2009 |
|  | A3                | Mozambique        | Algérie           | Algérie           | 53      | 53      | 55                | 55                |                               |                               |                               |                               | 26 septembre 2009 | 26 septembre 2009 | 26 septembre 2009 | 26 septembre 2009 |
|  | A3                | Mozambique        | 25 septembre 2009 |                   |         |         | 55                | 55                |                               |                               |                               |                               | 26 septembre 2009 | 26 septembre 2009 | 26 septembre 2009 | 26 septembre 2009 |
|  | B2                | Algérie           | 67                | 67                |         |         |                   |                   |                               |                               |                               |                               | 26 septembre 2009 | 26 septembre 2009 | 26 septembre 2009 | 26 septembre 2009 |
|  | B2                | Algérie           | 67                | 67                | Mali    | Mali    | 82                | 82                |                               |                               |                               |                               |                   |                   |                   |                   |
|  | 24 septembre 2009 |                   |                   |                   | Mali    | Mali    | 82                | 82                |                               |                               |                               |                               |                   |                   |                   |                   |
|  |                   |                   | Égypte            | Égypte            | 84      | 84      |                   |                   |                               |                               |                               |                               |                   |                   |                   |                   |
|  | A4                | Afrique du Sud    | Égypte            | Égypte            | 84      | 84      | 50                | 50                |                               |                               |                               |                               |                   |                   |                   |                   |
|  | A4                | Afrique du Sud    |                   |                   |         |         |                   |                   |                               |                               |                               |                               |                   |                   |                   |                   |
|  | B1                | Nigeria           | 79                | 79                |         |         |                   |                   |                               |                               |                               |                               |                   |                   |                   |                   |
|  | B1                | Nigeria           | 79                | 79                | Nigeria | Nigeria | 71                | 71                | Match pour la troisième place | Match pour la troisième place | Match pour la troisième place | Match pour la troisième place |                   |                   |                   |                   |
|  | 24 septembre 2009 |                   |                   |                   | Nigeria | Nigeria | 71                | 71                | Match pour la troisième place | Match pour la troisième place | Match pour la troisième place | Match pour la troisième place |                   |                   |                   |                   |
|  |                   |                   | Égypte            | Égypte            | 74      | 74      |                   |                   | 26 septembre 2009             | 26 septembre 2009             | 26 septembre 2009             | 26 septembre 2009             |                   |                   |                   |                   |
|  | B3                | Angola            | Égypte            | Égypte            | 74      | 74      | 49                | 49                | 26 septembre 2009             | 26 septembre 2009             | 26 septembre 2009             | 26 septembre 2009             |                   |                   |                   |                   |
|  | B3                | Angola            |                   |                   |         |         |                   | 49                |                               |                               | Algérie                       | Algérie                       | 56                | 56                |                   |                   |
|  | A2                | Égypte            | 64                | 64                |         |         |                   |                   |                               |                               | Algérie                       | Algérie                       | 56                | 56                |                   |                   |
|  | A2                | Égypte            | 64                | 64                | Nigeria | Nigeria | 65                | 65                |                               |                               |                               |                               |                   |                   |                   |                   |
|  |                   |                   |                   |                   |         |         |                   |                   |                               |                               |                               |                               |                   |                   |                   |                   |

### Matches de classement

#### Matches pour la5eplace
|  | Tour de classement 5e - 8e | Tour de classement 5e - 8e | Tour de classement 5e - 8e | Tour de classement 5e - 8e |                        |            | Match pour la 5e place | Match pour la 5e place | Match pour la 5e place | Match pour la 5e place |
|  |                            |                            |                            |                            |                        |            |                        |                        |                        |                        |
|  | 25 septembre 2009          | 25 septembre 2009          | 25 septembre 2009          | 25 septembre 2009          |                        |            | 26 septembre 2009      | 26 septembre 2009      | 26 septembre 2009      | 26 septembre 2009      |
|  | Centrafrique               | Centrafrique               | 57                         | 57                         |                        |            | 26 septembre 2009      | 26 septembre 2009      | 26 septembre 2009      | 26 septembre 2009      |
|  | Centrafrique               | Centrafrique               | 57                         | 57                         |                        |            | 26 septembre 2009      | 26 septembre 2009      | 26 septembre 2009      | 26 septembre 2009      |
|  | Mozambique                 | Mozambique                 | 63                         | 63                         |                        |            | 26 septembre 2009      | 26 septembre 2009      | 26 septembre 2009      | 26 septembre 2009      |
|  | Mozambique                 | Mozambique                 | 63                         | 63                         | Mozambique             | Mozambique | 61                     | 61                     |                        |                        |
|  | 25 septembre 2009          |                            |                            |                            | Mozambique             | Mozambique | 61                     | 61                     |                        |                        |
|  |                            |                            | Angola                     | Angola                     | 60                     | 60         |                        |                        |                        |                        |
|  | Afrique du Sud             | Afrique du Sud             | Angola                     | Angola                     | 60                     | 60         | 58                     | 58                     |                        |                        |
|  | Afrique du Sud             | Afrique du Sud             |                            |                            |                        |            |                        | 58                     |                        |                        |
|  | Angola                     | Angola                     | 75                         | 75                         |                        |            |                        |                        |                        |                        |
|  | Angola                     | Angola                     | 75                         | 75                         | Match pour la 7e place |            |                        |                        |                        |                        |
|  |                            |                            |                            |                            |                        |            |                        |                        |                        |                        |
|  | 26 septembre 2009          |                            |                            |                            |                        |            |                        |                        |                        |                        |
|  | Centrafrique               | Centrafrique               | 70                         | 70                         |                        |            |                        |                        |                        |                        |
|  | Centrafrique               | Centrafrique               | 70                         | 70                         |                        |            |                        |                        |                        |                        |
|  | Afrique du Sud             | Afrique du Sud             | 52                         | 52                         |                        |            |                        |                        |                        |                        |
|  | Afrique du Sud             | Afrique du Sud             | 52                         | 52                         |                        |            |                        |                        |                        |                        |

## Classement final
| Place                       | Équipe         | Vict.-Déf. |
| --------------------------- | -------------- | ---------- |
| Médaille d'or, Afrique      | Égypte         | 5 - 1      |
| Médaille d'argent, Afrique  | Mali           | 5 - 1      |
| Médaille de bronze, Afrique | Nigeria        | 6 - 1      |
| 4                           | Algérie        | 3 - 4      |
| 5                           | Mozambique     | 3 - 3      |
| 6                           | Angola         | 2 - 5      |
| 7                           | Centrafrique   | 2 - 5      |
| 8                           | Afrique du Sud | 0 - 6      |
| 8                           | Guinée         | 2 - 2      |

- Qualification pour la Coupe du Monde U17 2010

## Leaders statistiques

### Points
| Place | Nom               | Équipe       | PPM  |
| ----- | ----------------- | ------------ | ---- |
| 1     | Ahmed Mostafa     | Égypte       | 21,5 |
| 2     | Boubacar Moungoro | Mali         | 20,2 |
| 3     | Freddy Fanamby    | Centrafrique | 17,3 |
| 4     | Chris Obekpa      | Nigeria      | 17,0 |
| 5     | Ahmed Hamdy       | Égypte       | 16,2 |

### Rebonds
| Place | Nom               | Équipe     | RPM |
| ----- | ----------------- | ---------- | --- |
| 1     | Chris Obekpa      | Nigeria    | 8,5 |
| 2     | Ahmed Hamdy       | Égypte     | 8,0 |
| 3     | Demba Konaté      | Mali       | 7,8 |
| 4     | René Manusse      | Mozambique | 6,0 |
| 5     | Joaquim Xaussuale | Angola     | 5,4 |

### Passes décisives
| Place | Nom             | Équipe       | PDPM |
| ----- | --------------- | ------------ | ---- |
| 1     | Amadou Sangaré  | Mali         | 4,7  |
| 2     | Mohamed Guermat | Algérie      | 3,3  |
| 3     | Dann Baïgo-Dari | Centrafrique | 2,7  |
| 4     | Daniel Garga    | Nigeria      | 2,3  |
| 5     | Mehdi Berremila | Algérie      | 2,0  |
| 5     | Peter Odia      | Nigeria      | 2,0  |

### Contres
| Place | Nom              | Équipe     | CPM |
| ----- | ---------------- | ---------- | --- |
| 1     | René Manusse     | Mozambique | 0,2 |
| 1     | Eyimofe Edukugho | Nigeria    | 0,2 |
| 1     | Chris Obekpa     | Nigeria    | 0,2 |
| 1     | Salif Traoré     | Mali       | 0,2 |
| 5     | Ivanàdio Menezes | Angola     | 0,1 |

### Interceptions
| Place | Nom                | Équipe         | IPM |
| ----- | ------------------ | -------------- | --- |
| 1     | Ahmed Mostafa      | Égypte         | 3,7 |
| 2     | Chris Obekpa       | Nigeria        | 3,5 |
| 3     | Mehdi Berremila    | Algérie        | 2,7 |
| 3     | Peter Odia         | Nigeria        | 2,7 |
| 5     | Délio Chirindza    | Mozambique     | 2,5 |
| 5     | Nkosinathi Festile | Afrique du Sud | 2,5 |
| 5     | Boubacar Moungoro  | Mali           | 2,5 |
| 5     | Amadou Sangaré     | Mali           | 2,5 |

## Récompenses
MVP de la compétition (meilleur joueur) Ahmed Mostafa
Meilleur cinq de la compétition
- Ahmed Mostafa
- Mohamed Guermat
- Boubacar Moungoro
- René Manusse
- Khaled Moftan